# 土田誠一

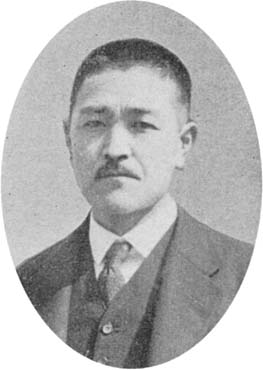
土田誠一

土田 誠一（つちだ せいいち、1887年〈明治20年〉2月21日 - 1945年〈昭和20年〉10月2日）は、日本の論理学者、古神道学者、郷土史家。元東京帝国大学助教授。元神宮皇学館教授。元旧制成蹊高等学校校長。 

## 人物
1887年（明治20年）、秋田県由利郡矢島町（現・由利本荘市矢島町）に生まれる。秋田師範学校では田村徳治・菊地寅七とともにクラスの三羽烏に数えられた。1907年（明治40年）、同校を卒業し、東京高等師範学校英語科を経て、1915年（大正4年）、東京帝国大学文科大学哲学科を卒業した。井上哲次郎の門下生であった。東京帝国大学大学院へと進み、1919年（大正8年）、東京帝国大学文科大学助教授となる。1921年（大正10年）、東京帝国大学文学部助教授。1925年（大正14年）には、論理学研究の為ドイツ・イギリス・アメリカに留学した。1927年（昭和2年）に帰国し、旧制東京高等学校教授兼東京帝国大学助教授となる。1930年（昭和5年）、誠一の口述筆録『矢島史談』を出版。1932年（昭和7年）、神宮皇学館教授に任官され在官中に著書『伊勢神道と尊皇思想』、『神と日本』などを書いた。1937年（昭和12年）、同教授を依願退官し旧制成蹊高等学校校長兼成蹊小学校校長に就任。教育方針は神（かん）ながらの道に立脚した日本人教育の実践であった。1945年（昭和20年）10月2日に腸の急性疾患で死去し矢島町の龍源寺に葬られた。同日付けで勲四等瑞宝章を叙勲。1977年（昭和52年）、三十三回忌の法要に際し誠一の同僚・後輩・門下生らの寄稿集『土田誠一先生の思いで』（寄稿者：島津忠彦、小池藤五郎、桶谷繁雄、中村登、滑川道夫、内田藤雄ほか131人）が刊行された。矢島町町民歌『矢島の歌』は彼の作詞である。

## 経歴
- 1887年（明治20年）2月21日 - 誕生[1]。
- 1907年（明治40年） - 秋田師範学校卒業[4]。
- 東京高等師範学校英語科卒業[4]
- 1915年（大正4年）7月10日 - 東京帝国大学文科大学哲学科卒業[1]
- 東京帝国大学大学院修了[4]
- 1919年（大正8年）1月21日 - 東京帝国大学文科大学助教授・学生監心得[1]
- 1920年（大正9年）5月3日 - 東京帝国大学学生監[1]
- 1921年（大正10年）6月24日 - 東京帝国大学文学部助教授・学生監事務取扱[1]
- 1925年（大正14年）6月18日 - 論理学研究の為、2年間ドイツ・イギリス・アメリカに留学を命ぜられる[1]。
  - 7月1日 - 学生監事務取扱解任[1]。
  - 7月7日 - 留学に出発[1]
- 1927年（昭和2年）9月15日 - 帰国[1]
  - 11月12日 - 旧制東京高等学校生徒主事 兼 教授 兼 東京帝国大学助教授[1]
- 1929年（昭和4年） - 戊辰六十年祭にあたり矢島町で勤王の志士・土田衡平の顕彰のために記念祭を主催[4]。
- 1932年（昭和7年）3月31日 - 神宮皇学館教授[1]
- 1935年（昭和10年）7月29日 - 旧制成蹊高等学校理事[1]
- 1937年（昭和12年）8月19日 - 神宮皇学館教授依願退官[1]
  - 8月30日 - 旧制成蹊高等学校校長 兼 成蹊小学校校長[1]
- 1945年（昭和20年）10月2日 - 腸の急性疾患で死去[6][1]。享年58。菩提寺は由利本荘市矢島町の龍源寺[7]。

## 栄典
位階
- 1919年（大正8年）2月20日 - 従七位[1][8]
- 1921年（大正10年）2月28日 - 正七位[1][9]
- 1923年（大正12年）3月30日 - 従六位[1][10]
- 1925年（大正14年）6月15日 - 正六位[1][11]
- 1927年（昭和2年）12月28日 - 従五位[1][12]
- 1933年（昭和8年）2月1日 - 正五位[1][13]
- 1937年（昭和12年）9月7日 - 従四位[1][14]

勲章
- 1931年（昭和6年）3月11日 - 勲六等瑞宝章[1][15]
- 1935年（昭和10年）4月10日 - 勲五等瑞宝章[1][16]
- 1945年（昭和20年）10月2日 - 勲四等瑞宝章[1][17]

## 先祖・家族・親族
土田家の先祖について開山神社の『開山神社縁起』の記述によれば、嘉祥3年（850年）に美濃国可児郡土田村（現・岐阜県可児市土田）から出羽国荒沢郷（現・矢島町荒沢）に来て、同年6月15日に鳥海山麓の矢島口山道（東北登山道）を開拓した「比良衛」・「多良衛」兄弟（開山神社の祭神）が開祖と伝わる。その子孫は、江戸中期から明治に至るまで矢島藩主生駒家に仕えた家柄であった。
遠縁に、勤王の志士土田衡平がおり、妻の父高嶺秀夫は東京美術学校校長で、義兄の清水与七郎は日本テレビ放送網社長（第2代）。子に、警視総監（第70代）の土田國保、国立歴史民俗博物館館長（第2代）の土田直鎮、国税庁長官（第25代）の土田正顕。国保の岳父に野口明 (教育者)。孫には國保長男で東京大学名誉教授の土田龍太郎、國保次男で早稲田大学教授の土田健次郎、國保三男で東京藝術大学教授の土田英三郎がいる。

## 作詞
- 矢島町町民歌『矢島の歌』 土田誠一（作詞） 斎藤佳三（作曲）[2]

## 出版物
著作
- 『矢島史談』 1930 矢島郷土史研究会
- 『吉川惟足の神道説』 1932 国立国会図書館
- 『伊勢神道と尊皇思想』 1935 大倉精神文化研究所
- 『神と日本』 1936 朝鮮靖獻社
- 『伊勢神道と吉川神道』 1980 土田誠一先生著作刊行会

関連書籍
- 『土田誠一先生の思いで』 1977 土田國保
- 『土田誠一先生小伝』 1980 小島鉦作